# Rocket S-5

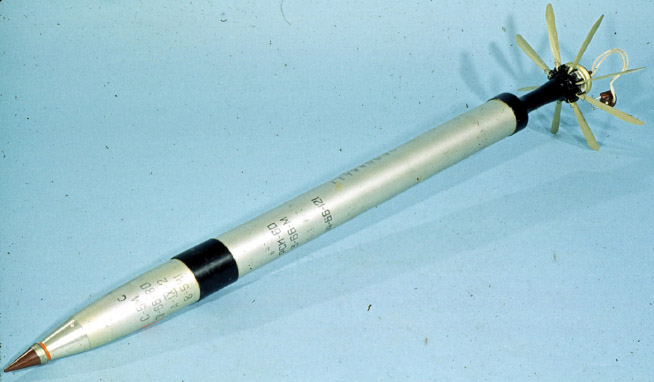
Rốc két S-5M.

Mặt cắt ngang của rốc két S-5M.

S-5 là một loại rốc két của Không quân Liên Xô, nó được dùng để chống lại các mục tiêu trên mặt đất. Hiện nay, S-5 được trang bị trong Không quân Nga và một vài nước khác.
S-5 có nhiều kiểu khác nhau, hình dạng và cấu tạo của các loại rốc két này phụ thuộc vào mục đích sử dụng của chúng. Các loại chính gồm: S-5K là loại sử dụng lượng nổ lõm để chống các xe bọc thép, S-5M là loại sát thương (tạo mảnh). Tầm bắn của các rốc két này từ khoảng 3 đến 4 km.

## Cấu tạo
S-5 có đường kính 57 mm, là loại không điều khiển bắn từ ống phóng có đường kính 57 mm. S-5 được sử dụng bởi các máy bay ném bom và các máy bay trực thăng. Nó gồm một thân bằng thép có động cơ nhiên liệu rắn, đầu đạn nổ mạnh và ngòi chạm nổ cơ khí.

## Các thông số kỹ thuật chính
| Tên (kiểu thiết kế) | Loại                         | Chiều dài tổng cộng | Khối lượng ống phóng | Khối lượng đầu đạn |                                                        |
| ------------------- | ---------------------------- | ------------------- | -------------------- | ------------------ | ------------------------------------------------------ |
| S-5                 | Công dụng chung              | 0.915 m             | 3.99 kg              | 1.16 kg            | Ngòi đầu chạm nổ                                       |
| S-5M                | Nổ mạnh - Sát thương         |                     |                      |                    | Tạo được khoảng 75 mảnh văng                           |
| S-5M1               | Nổ mạnh - Sát thương         | 0.882 m             | 3.86 kg              | 0.8 kg             | Tạo được khoảng 75 mảnh văng                           |
| S-5MO               | Sát thương                   | 0.998 m             | 4.82 kg              | 0.8 kg             | Đầu đạn có 20 rãnh khía, tạo được 360 mảnh sát thương. |
| S-5K                | Nổ lõm chống tăng (HEAT)     |                     |                      |                    | Sử dụng đầu đạn nổ lõm.                                |
| S-5K1               | Nổ lõm chống tăng            | 0.83 m              | 3.64 kg              | 1.1 kg             | Sử dụng lượng nổ lõm.                                  |
| S-5KO               | Nổ lõm chống tăng/Sát thương | 0.987 m             | 4.43 kg              | 1.36 kg            | Đầu đạn có 10 rãnh khía, tạo ra 220 mảnh sát thương.   |
| S-5KP               | Nổ lõm chống tăng/Sát thương |                     |                      |                    |                                                        |
| S-5KPB              | Nổ lõm chống tăng/Sát thương | 1.079 m             | 5.01 kg              | 1.8 kg             |                                                        |
| S-5S                | Chứa mũi tên                 | ?                   |                      |                    | Đầu đạn chứa 1000 đến 1100 mũi tên có chiều dài 40 mm. |
| S-5SB               | Mũi tên                      |                     |                      |                    | Đầu đạn chứa 1000 đến 1100 mũi tên có chiều dài 40 mm. |